# Belle o brutte si sposan tutte...
Belle o brutte si sposan tutte...  è un film del 1939 diretto da Carlo Ludovico Bragaglia.

## Produzione
Prodotto da Giuseppe Gallia per ATLAS Film, la pellicola venne girata nell'estate del 1938, all'interno degli stabilimenti S.A.F.A. di via Mondovi 33 a Roma, per uscire nelle sale il 15 marzo 1939.

## Altri tecnici
- Aiuto regista: Maria Teresa Ricci

## Critica
Mario Puccini, nelle pagine del periodico Film del 15 aprile 1939 « Con un soggetto più umano e più sensato, Bragaglia e questi attori ci avrebbero fatto dimenticare tanti dei film americani più applauditi; ma anche con questa trama, con questo materiale tra pochade e novellistica di effemeride, regista ed attori hanno saputo mettere su un'ora e mezza di spettacolo piacevole. D'altra parte non conta la vicenda, conta il fervido, incalzante, mai affievolito ritmo: sì che lo spettatore non va al di là del puro piacere visivo, ben contento di abbandonarsi, di ridere, di non pensare »